# Eucalyptus kumarlensis
Eucalyptus kumarlensis är en myrtenväxtart som beskrevs av Murray Ian Hill Brooker. Eucalyptus kumarlensis ingår i släktet Eucalyptus och familjen myrtenväxter. Inga underarter finns listade i Catalogue of Life.